# Градски звоник у Дубровнику
Градски звоник налази се у средишту Дубровника.
Првобитни стари звоник са сатом изграђен је 1444. године. Био је висок 31 метар. Металну плочу, казаљке за месечеве мене и дрвене фигуре, које откуцавају сате направио је Лука Михочин . Велико звоно је израдио мајстор Иван Рабљанин 1506. године. Дрвене фигуре замењене су бакарним зеленцима (названи су Маро и Баро), чији се оригинали данас чувају у палачи Спонза. Катастрофалан земљотрес из 1667. године, оштетио је звоник и претила је опасност, да се сруши. Стога је 1929. године, изграђен нови градски звоник по старим нацртима. Крај звоника налази се стара звонара Лужа.